# Leopold Pischl

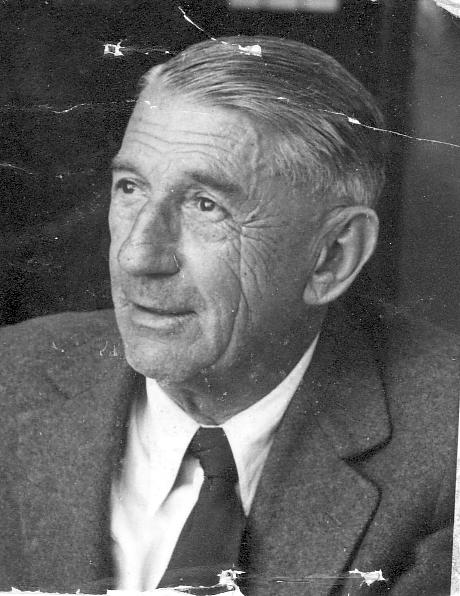
Leopold Pischl, 1971

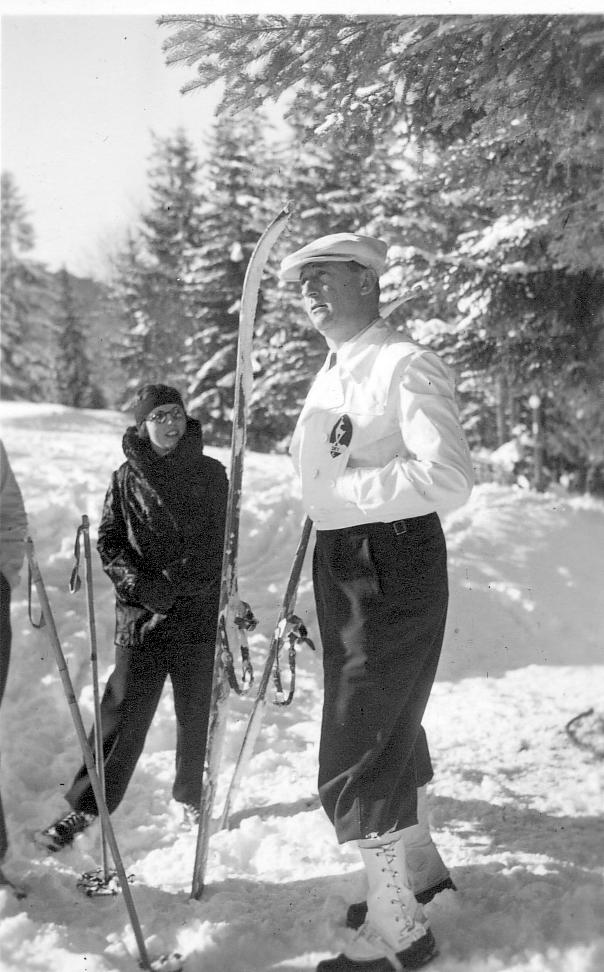
Leopold Pischl in den 1930er Jahren

Leopold Pischl (* 5. Oktober 1891 in Imst; † 30. Oktober 1985 in Kitzbühel) war ein österreichischer Offizier und Skifunktionär.

## Leben
Leopold Pischl war der Sohn des in Imst ansässigen Gerichtsbeamten Eduard Pischl und Johanna Pischl, geb. Laubach. Nach dem Besuch der Volksschule in Fiecht und Tarrenz besuchte er das Gymnasium in Meran und das Gymnasium in Bregenz.
Nach seiner Matura trat er 1907 in die Kadettenschule in Innsbruck ein und wurde am 18. November 1911 als Fähnrich zum 4. Tiroler Kaiserjägerregiment nach Bregenz ausgemustert. Nach der Versetzung zum Feldjägerbataillon 18 im April 1914 rückte Pischl mit diesem am 3. August 1914 nach Galizien ab. Am 29. August 1914 verlor er beim Sturm auf eine russische Stellung bei Huice (etwa 30 km von Tomaszow entfernt) durch ein Kartätschengeschoß seinen rechten Arm. Für seinen Einsatz wurde ihm als erstem Leutnant das Verdienstkreuz durch den Kaiser verliehen und in Pilsen im Lazarett als Erstem des Regiments überreicht. Am 24. Oktober 1914 wurde ihm bei einer kaiserlichen Audienz in Wien sein Wunsch erfüllt, als aktiver Offizier im Rang eines Hauptmanns bis Kriegsende im militärischen Dienst im 1. Tiroler Kaiserjägerregiment verbleiben zu dürfen.
Nach seiner Militärzeit erlernte er den Kaufmannsberuf und wechselte im Jahr 1925 für ein Jahr ins Hotelfach.

## Skifunktionär
Seit frühester Jugend beschäftigte sich Pischl mit dem Skisport. Als Gymnasiast in Bregenz war er ein Skischüler bei Georg Bilgeri. Während der Zeit in der Kadettenschule in Innsbruck nahm er im Jahr 1908 an Skikursen teil.
Seit 1919 Mitglied beim Österreichischen Skiverbandes wurde er im Jahr 1922 geprüfter Kampfrichter im Tiroler Skiverband.
Nach seinem ersten Einsatz als Kampfrichter in Kitzbühel im Jahr 1924 wurde er vom Kitzbüheler Hotelier Ernst Reisch im Jahr 1926 nach Kitzbühel zur Organisation und zur Mitarbeit in den Wintersportverein Kitzbühel WSV (bzw. nach Umbenennung Kitzbüheler Ski Club K.S.C. im Jahr 1931) geholt. Von 1926 bis 1951 war er beim WSV bzw. K.S.C. als Sekretär, von 1951 bis 1953 als Obmann und von 1953 bis 1980 als geschäftsführender Obmann als verantwortlicher Skifunktionär tätig.
Neben der Durchführung wesentlicher Funktionärsaufgaben bei den während dieser Zeit in Kitzbühel abgehaltenen regionalen, nationalen und internationalen Meisterschaften war er darüber hinaus an der Gründung und Entwicklung der Hahnenkammrennen (seit 1931) und der technischen Herausbildung der Rennstrecken Streif und Ganslernhang (erste FIS Homologation einer Österreichischen Abfahrtsstrecke 1953) beteiligt.
Unter seine Ägide fällt ebenfalls die Herausbildung und Entwicklung des sogenannten Kitzbüheler Wunderteams (Christian Pravda, Fritz Huber, Toni Sailer, Anderl Molterer, Ernst Hinterseer, Hias Leitner) in den 1950er Jahren.

## Auszeichnungen
- 1938 Goldene Ehrennadel des Österreichischen Skiverbandes
- 1955 Goldene Ehrennadel des Tiroler Skiverbandes
- 1955 Goldenes Ehrenzeichen für Besondere Verdienste Kitzbüheler Ski Club
- 1959 Ehrenmitgliedschaft des KSC
- 1960 Sportehrenkreuz des Landes Tirol
- 1966 Goldenes Ehrenzeichen des Allgemeinen Österreichischen Sportverbandes
- 1967 Goldenes Verdienstzeichen der Republik
- ? Ehrenzeichen der Stadt Kitzbühel
- ? Ehrenmitgliedschaft Erster Nordtiroler Trabrennverein
- ? Ehrenmitgliedschaft Männergesangsverein Kitzbühel
- ? Goldenes Ehrenzeichen des Tiroler Landesverbandes für Kriegsopfer